# Летняя ночь в Барселоне
«Летняя ночь в Барселоне» (кат. Barcelona, nit d'estiu) — романтическая комедия режиссёра Дани де ла Ордена, вышедшая в 2013 году.

## Сюжет
Люди появились миллионы лет назад. Древние майа предсказали, что однажды к Земле приблизится огромный камень и настанет конец света, апокалипсис. Мудрецы уже объявили о конце всего сущего: всё закончится, и единственный элемент, который защитит нас — это вода.
Спустя столетия молодой астроном действительно открыл комету, которая пролетала мимо нашей планеты. Более того он назвал её Роза, по имени его первой возлюбленной. Забавно, когда что-то такое далёкое как комета соединяется с чем-то столь близким как любовь.
Ночью 18 августа 2013 года небо Барселоны озарила комета Роза. В ту ночь в городе случилось 567 историй любви. Фильм рассказывает всего о шести из них.
Росер с Рикардо уже вместе около года, и тут она вдруг встречает Альберта, своего бывшего.
Джоан организовал обед для своих друзей. Среди них Клара и Эктор, у которых только что родилась малышка. Так же присутствует Джудит, в которую Джоан всегда был влюблён. Здесь же муж Джутит — Тонни.
Гиллем переживает свою первую любовь к Саре, которая уверена в сегодняшнем наступлении конца света.
Ориолу и Адриану нравится одна и та же девушка.
Джарди предложили контракт в футбольном клубе «Барселона». Становится вопрос о его расставании со своим гомосексуальным партнёром Марком.
Лауре и Карлосу предстоит узнать о том, что у них будет ребёнок.

## В ролях
- Франсиск Коломер — Гиллем
- Йэн Корнет — Эктор
- Джоан Дауза — Джоан
- Мар дель Ойо— Росер
- Лаура Диаз — Анна
- Мики Эспарбе— Карлос
- Сара Эспигуль — Джудит
- Луис Фернандес — Марк
- Марк Гарсия — Альберт
- Алекс Моннер — Джарди
- Жорди Перем — Хосеп
- Мириам Планас— Сара
- Минго Рафолс — Артур
- Альба Рибас — Катерина
- Санти Рикарт — Тонни
- Пау Рока — Альберт
- Барбара Санта-Крус — Лаура
- Бернат Сауэмэл — Ориол
- Марта Солер— Клара
- Елена Тарратс — Анна
- Кристиан Валенсия — Адриан
- Клаудиа Вега — Мирея
- Питер Вивес — Рикардо
- Лаура Йосте— Берта